# Noțiune
Noțiunea este cea mai simplă formă logică existentă la nivel mental. Noțiunile sunt componente ale propozițiilor simple, compuse și complexe. Noțiunea redă o serie finită de însușiri și obiectele la care aceste însușiri sunt esențiale. Noțiunile sunt numite prin cuvinte singulare sau grupuri lexicale, ambele posibilități alcătuind termeni. Noțiuni înrudite pot fi numite prin același cuvânt, fapt numit polisemie.
Noțiunea este o informație minimală coerentă și utilizabilă, relativ la un obiect, acțiune, proprietate, sau eveniment determinat.
Noțiunea poate fi elementară dacă acoperă un câmp de informații ușor accesibil observației și spontan inteligibil, preluabil fără cerințe fizice sau intelectuale superioare, sau poate fi subtilă ori complexă, dacă se referă la sectoare ale cunoașterii realității care cer concepte elaborate și capabilitatea desfășurării intelective a unor șiruri de relații și condiționări multiple.

## Sferă și conținut
Sfera unei noțiuni constă din mulțimea elementelor individuale cuprinse de noțiune. Conținutul este mulțimea proprietăților caracteristice elementelor noțiunii.
Se disting mai multe tipuri de noțiuni, prin criteriile sferei cât și conținutului.
Operațiile și relațiile între noțiuni se corelează cu operațiile și relațiile între mulțimi.
Relațiile între noțiuni sunt de identitate, ordonare sau conținere/incluziune, intersecție, și opoziție (contrarietate sau contradicție). Identitatea înseamnă că sferele coincid fiind de fapt o singură noțiune, numită prin două nume diferite. Ordonarea sau includerea înseamnă că sfera unei noțiuni o cuprinde pe cealaltă, una fiind noțiune subordonată iar cealaltă supraordonată. Intersecția arată o suprapunere parțială a sferei noțiunilor, opoziția o lipsă de suprapunere - intersecție vidă sau sfere disjuncte.

## Semnificație psihologică
Un individ uman oarecare poate avea noțiuni sau informații minimale corecte, asupra oricăror obiecte, subiecte, sau situații. Se poate identifica posesia de noțiuni în spațiul acțiunii practice, spre exemplu noțiuni în diferite meserii precum tâmplărie, lăcătușerie, grădinărit, electrotehnică, etc. Posesia unor asemenea noțiuni înseamnă abilitatea a putea folosi fără accidente și cu rezultate pozitive, diferite unelte, pentru a satisface anumite nevoi sau oferi diferite servicii. 
Se pot poseda noțiuni teoretice în știință, în chimie, fizică, biologie (genetică), matematică, sau în alte sectoare conceptuale precum filosofia. Se mai pot concepe noțiuni în artă (literatură, muzică, pictură, etc.), în relațiile sociale, în managementul diferitelor întreprinderi, etc.
Un sistem de noțiuni practice implică a putea folosi la un nivel acceptabil dar departe de excelență, diferite unelte materiale, iar a poseda noțiuni teoretice înseamnă a dispune de un volum minim de cunoștințe formale bine organizate care permit înțelegerea unui anume nivel de modelare sau explicare cantitativă a diferitelor fenomene naturale sau sociale, dar fără a implica creativitate.
Posesia de noțiuni în diferite domenii ale tehnologiei sau științei cer o minimă implicare în domeniu și o voință de analiză și înțelegere a procedeelor constructive, etc. Noțiunile deținute nu trebuie să fie doar la nivel declarativ. Similar și în artă, dacă prin asemenea noțiuni presupunem posesia de abilități creative specifice, noțiunile cer talent și efort sistematic. Actul creativ (fie în arta literară, pictură, muzică sau științe) nu este accesibil numai dorinței de realizare, el mai cere și abilități specifice de la persoana doritoare.
Dacă se limitează sensul 'noțiune' la posesia de informație minimală coerentă, care permite orientarea într-un anume domeniu al practicii umane, atunci noțiunile sunt accesibile încă din copilărie, și se pot transforma în cunoașteri specializate, dacă posesorul noțiunilor le adâncește și le folosește sistematic, inclusiv la nivelul raționamentului logic.
Se poate localiza în noțiune capacitatea de a produce afirmații sau desfășura acțiuni în sectoare științific creative de înalt nivel formal, precum fizică ori matematică, sau implicând analize, experiențe și interpretări complexe (de exemplu în genetică). 
Uneori efortul de a căpăta noțiuni în compartimente subtile ale gândirii creative duc la formarea de concepte false, la obținerea de informații incorecte sau fără relevanță, care nu explicitează procesual și cauzal, câmpul de evenimente numit.